# Nick Valensi
Nick Valensi (New York, 16 gennaio 1981) è un chitarrista statunitense. Fa parte della indie rock band statunitense The Strokes.
Proveniente da una famiglia franco-tunisina ebrea, Valensi inizia a suonare la chitarra all'età di 5 anni, e quella elettrica in particolare ad 8 anni.
Valensi ha frequentato per due anni la prestigiosa Dwight School di Manhattan, ove ha incontrato per la prima volta Fabrizio Moretti, Nikolai Fraiture e Julian Casablancas. È il più giovane dei membri degli Strokes, e tra le sue influenze cita i Supergrass, The Stone Roses, Bob Marley, Neil Young, Bob Dylan e George Harrison. La band di cui fa parte si è esibita per la prima volta davanti a un pubblico in occasione della festa di compleanno di sua sorella.
Nel 2001 il chitarrista ha iniziato a frequentare Amanda De Cadenet. I due si sono sposati nel 2006, dopo che lei era rimasta incinta, e sono genitori di due gemelli: un maschio di nome Silvan e una femmina, Ella, nati il 19 ottobre 2006.